# Partito di Solidarietà Civica
Il Partito di Solidarietà Civica (in azero Vətəndaş Həmrəyliyi Partiyası, VHP) è un partito politico azero.
È stato fondato nel 1992. Il leader del partito è Sabir Rustamkhanli che è, in realtà, un poeta. L'ideologia del partito si basa sui "valori politici universali di libertà, uguaglianza e solidarietà". Ha un orientamento conservatore nelle politiche nazionali. 